# Cité Las Palmas
El Cité Las Palmas es un complejo habitacional ubicado en avenida Matucana, a un costado del parque Quinta Normal, en el centro de la ciudad de Santiago, Chile. Fue construido, por mandato del ciudadano español José Pastor, por el arquitecto Julio Bertrand en 1914 con elementos de varias corrientes arquitectónicas, como el estilo Tudor, neoclásico y neorrenacentista.
El conjunto consta de 8 viviendas distribuidas a ambos lados de un acceso y patio común, y en su fachada presenta dos torreones de 4 niveles que hacen de portada de ingreso.